# Yoshihiko Itō
Yoshihiko Itō  ist ein ehemaliger japanischer Skispringer.

## Werdegang
Itō startete bei der Vierschanzentournee 1966/67 zu seinem ersten und einzigen internationalen Turnier. Nach einem 22. Platz auf der Schattenbergschanze in Oberstdorf konnte er in der Folge diese Leistung nicht mehr steigern. In Garmisch-Partenkirchen auf der Großen Olympiaschanze erreichte Itō den 49. Platz. Bei den Springen auf der Bergiselschanze in Innsbruck und auf der Paul-Außerleitner-Schanze in Bischofshofen trat er nicht an. Am Ende erreichte er mit 363,8 Punkten den 65. Platz in der Tournee-Gesamtwertung.

## Erfolge

### Vierschanzentournee-Platzierungen
| Saison  | Platz | Punkte |
| ------- | ----- | ------ |
| 1966/67 | 27.   | 363,8  |